# Ignaz Seipel

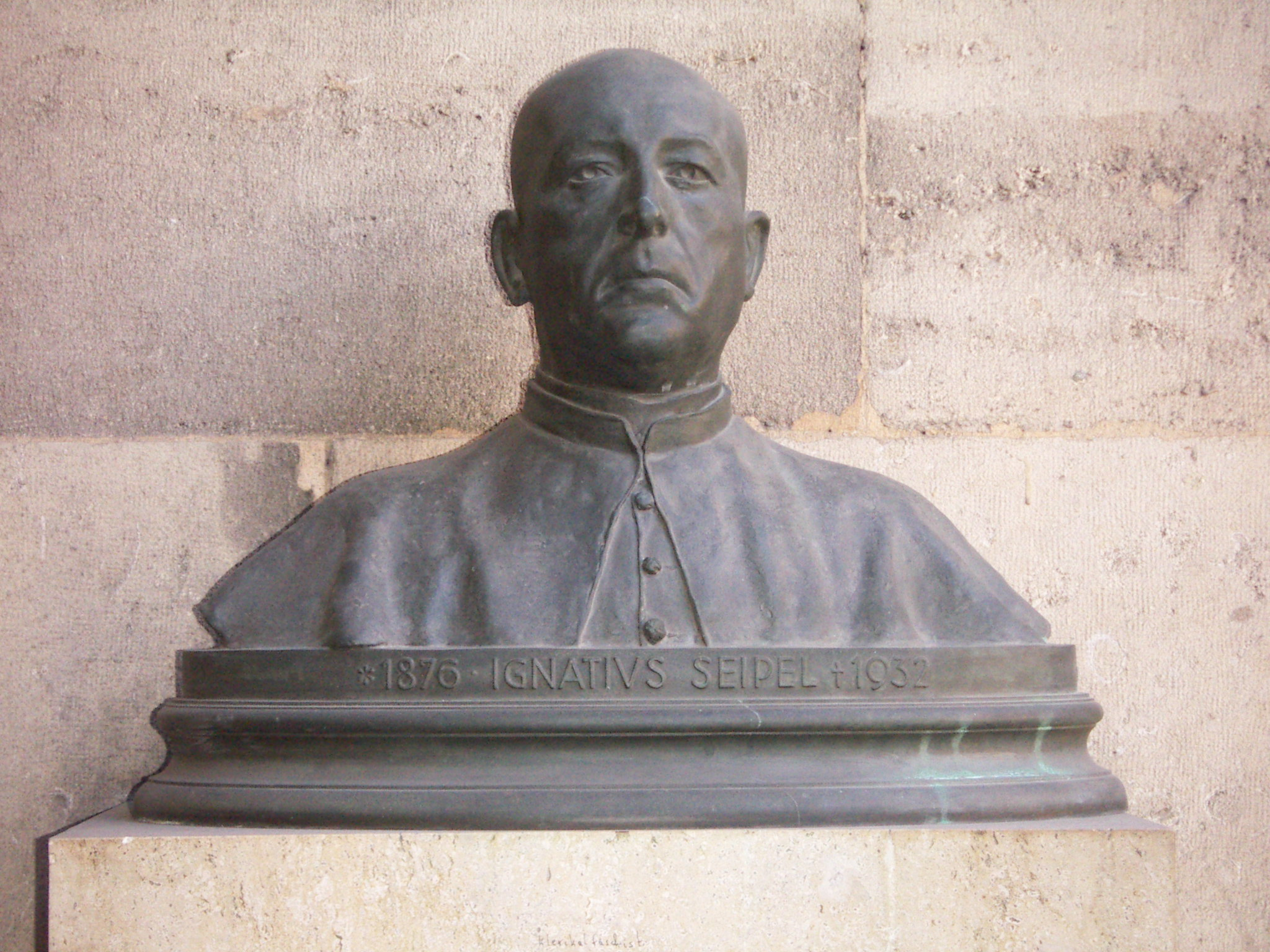
Ignaz Seipel

Ignaz Seipel (Wenen, 19 juli 1876 - Pernitz, 2 augustus 1932) was een Oostenrijks politicus, theoloog en geestelijke. In zijn politieke loopbaan was hij onder meer bondskanselier.
Seipel studeerde theologie aan de universiteit van Wenen en werd tot priester gewijd op 23 juli 1899. In 1908 werd hij professor aan de universiteit van Wenen, tussen 1909 en 1917 was hij professor voor moraaltheologie in Salzburg, daarna wederom in Wenen.  Te Wenen was hij lid van K.A.V. Norica Wien, een Oostenrijkse studentenvereniging die behoort tot het Cartellverband der katholischen deutschen Studentenverbindungen.
Kort voor het einde van de monarchie was hij minister voor publieke werken en sociale zaken in het kabinet Lammasch. Hij was van 1921 tot 1930 fractieleider en partijvoorzitter van de Christen-sociale Partij. In deze periode werd hij Bondskanselier (1922 - 1924), saneerde de overheidsfinanciën en introduceerde de nieuwe Oostenrijkse munteenheid schilling. In deze regeerperiode kwam het tot een drastische inkomensachteruitgang onder de bevolking en stijgende werkloosheid. Op 1 juni 1924 werd een mislukte aanslag op zijn leven gepleegd waarop hij terugtrad. Hij bleef evenwel fractieleider.
Twee jaar later (van 1926 tot 1929) was hij wederom Bondskanselier. Hij maakte het nu tot een essentieel punt van zijn politiek de sociaaldemocratie te bestrijden. Hiertoe sloot hij zich met de Grootduitse Volkspartij en de zogenaamde Landbund tot een anti-marxistisch front aan. Bovendien versterkte Seipel de rol van de fascistische Heimwehr. Na in 1929 teruggetreden te zijn werd hij in 1930 korte tijd minister van buitenlandse zaken in het kabinet Vaugoin.
Seipel ontwikkelde een visie op de staatsinrichting, die zonder partijen vorm zou moeten krijgen. Met het idee van een autoritaire, corporatieve en katholieke staat stond hij dicht bij het concept van de fascistische staat. Hij bereidde daarmee de bodem voor de dictatuur van Engelbert Dollfuss en diens toenadering tot Mussolini en de Hongaarse leider Miklós Horthy.
Terugkerend van een reis naar Palestina werd hij ziek en stierf daarop in 1932.
Karl Renner · Michael Mayr · Johann Schober · Walter Breisky · Johann Schober · Ignaz Seipel · Rudolf Ramek · Ignaz Seipel · Ernst Streeruwitz · Johann Schober · Carl Vaugoin · Otto Ender · Karl Buresch · Engelbert Dollfuss · Kurt Schuschnigg · Arthur Seyss-Inquart · Karl Renner · Leopold Figl · Julius Raab · Alfons Gorbach · Josef Klaus · Bruno Kreisky · Fred Sinowatz · Franz Vranitzky · Viktor Klima · Wolfgang Schüssel · Alfred Gusenbauer · Werner Faymann · Christian Kern · Sebastian Kurz · Hartwig Löger · Brigitte Bierlein · Sebastian Kurz · Alexander Schallenberg · Karl Nehammer · Alexander Schallenberg · Christian Stocker
- Bibliothèque nationale de France: cb124294584 (data)
- Gemeinsame Normdatei: 11861293X
- International Standard Name Identifier: 0000 0001 1025 0933
- Library of Congress Control Number: n85166284
- Nationale Bibliotheek van Tsjechië: mzk2009532914
- Nationale Bibliotheek van Israël: 987007300550205171
- Nationale Bibliotheek van Polen: a0000002587583
- Nederlandse Thesaurus van Auteursnamen: 069715319
- Istituto Centrale per il Catalogo Unico: CUBV144524
- Système universitaire de documentation: 03342828X
- Virtual International Authority File: 37709336
- WorldCat: E39PBJtCy7cPFr6JMcmHbd7j4q